# Господин Хаджииванов
Господин Хаджииванов (Господин х. Иванов) е български възрожденец, опълченец.
Роден е през 1825 г.  
Живее във Варна, търговец. Член е на българската община във Варна.
Участва целенасочено в борбата за отделянето на гр. Варна и околните български села от гръцката църква. С друг възрожденец - Ангел Георгиев посещават Мидхат паша, за да получат разрешение за строежа на първата българска училищна сграда във Варна. 
Взима участие в Първия църковно-народен събор заседаващ от 23 февруари до 24 юли 1871 година в Цариград.
Умира през 1873 г.

## Памет
На негово име има улица в гр. Варна